# Cinéfondation
La Cinéfondation és una fundació que forma part del Festival de cinema de Canes, creada per inspirar i donar suport a la propera generació de directors de cinema de tot el món.
Fou creada el 1998 per Gilles Jacob. Des de llavors ha desenvolupat programes complementaris per ajudar aconseguir el seu objectiu. Avui es divideix en tres parts diferents: La Selecció, La Residència i L'Atelier.

## La Selecció
La Cinéfondation selecciona cada any de quinze a vint curts i migmetratges, i els presenta per escoles de cinema d'arreu del món. La Cinéfondation Selection (francès: La Sélection: La Sélection) és una secció paral·lela de la Selecció Oficial del Festival de cinema de Cannes.
Cada any, més d'un miler de pel·lícules d'estudiants assoleixen el Cinéfondation per presentar la seva pel·lícula a la Sélection.
Aquesta selecció de pel·lícules és projectada al Cannes Festival i presentada al Cinéfondation i al jurat de curtmetratges, el qual atorga premis als millors tres durant una cerimònia al Festival oficial.

### Guanyadors de premi
| Year | Film                                   | Director                             | Nationality of director | Award           |
| ---- | -------------------------------------- | ------------------------------------ | ----------------------- | --------------- |
| 1998 | Jakub                                  | Adam Guzinski                        | Polònia                 | Primer premi    |
| 1998 | The Sheep Thief                        | Asif Kapadia                         | Regne Unit              | Segon premi     |
| 1998 | Mangwana                               | Manu Kurewa                          | Zimbàbue                | Tercer premi    |
| 1999 | Second Hand                            | Emily Young                          | Regne Unit              | Primer premi    |
| 1999 | La Puce                                | Emmanuelle Bercot                    | França                  | Segon premi     |
| 1999 | Im Hukim                               | Dover Kosashvili                     | Geòrgia Israel          | Segon premi     |
| 1999 | En God Dag at Go                       | Bo Hagen Clausen                     | Dinamarca               | Tercer premi    |
| 1999 | Inter-View                             | Jessica Hausner                      | Àustria                 | Menció especial |
| 2000 | Five Feet High and Rising              | Peter Sollett                        | Estats Units            | Primer premi    |
| 2000 | Kiss it up to God                      | Caran Hartsfield                     | Estats Units            | Segon premi     |
| 2000 | Kinu'Ach                               | Amit Sakomski                        | Israel                  | Segon premi     |
| 2000 | Indien                                 | Pernille Fischer Christensen         | Dinamarca               | Tercer premi    |
| 2000 | Cuoc Xe-Dem                            | Bui Thac Chuyên                      | Vietnam                 | Tercer premi    |
| 2001 | Portrait                               | Sergei Loznitsa                      | Rússia                  | Primer premi    |
| 2001 | Reparation                             | Jens Jonsson                         | Suècia                  | Segon premi     |
| 2001 | Dai Bi                                 | Yang Chao                            | R.P. de la Xina         | Tercer premi    |
| 2001 | Crow Stone                             | Alicia Duffy                         | Regne Unit              | Tercer premi    |
| 2002 | Um Sol Alaranjado                      | Eduardo Valente                      | Brasil                  | Primer premi    |
| 2002 | Seule Maman a les Yeux Bleus           | Eric Forestier                       | França                  | Segon premi     |
| 2002 | K-G i Nod Och Lust                     | Jens Jonsson                         | Suècia                  | Segon premi     |
| 2002 | She'elot Shel Po'el Met                | Aya Somech                           | Israel                  | Tercer premi    |
| 2003 | Bezi Zeko Bezi                         | Pavle Vuckovic                       | Sèrbia                  | Primer premi    |
| 2003 | Historia del Desierto                  | Celia Galán Julve                    | Espanya                 | Segon premi     |
| 2003 | TV City                                | Alberto Couceiro and Alejandra Tomei | Argentina               | Tercer premi    |
| 2003 | Rebeca a esas Alturas                  | Luciana Jauffred Gorostiza           | Mèxic                   | Tercer premi    |
| 2004 | Happy Now                              | Frederikke Aspöck                    | Dinamarca               | Primer premi    |
| 2004 | Calatorie la Oras                      | Corneliu Porumboiu                   | Romania                 | Segon premi     |
| 2004 | 99 Vuotta Elämästäni                   | Marja Mikkonen                       | Finlàndia               | Segon premi     |
| 2004 | Fajnie, Ze Jestes                      | Jan Komasa                           | Polònia                 | Tercer premi    |
| 2005 | Buy It Now                             | Antonio Campos                       | Brasil Estats Units     | Primer premi    |
| 2005 | Vdvoyom                                | Nikolay Khomeriki                    | Rússia                  | Segon premi     |
| 2005 | Bikur Holim                            | Maya Dreifuss                        | Israel                  | Segon premi     |
| 2005 | La Plaine                              | Roland Edzard                        | Alemanya França         | Tercer premi    |
| 2005 | Be Quiet                               | Sameh Zoabi                          | Palestina               | Tercer premi    |
| 2006 | Ge & Zeta                              | Gustavo Riet                         | UruguaiUruguay          | Primer premi    |
| 2006 | Mr. Schartz, Mr. Hazen & Mr. Horlocker | Stefan Mueller                       | Alemanya                | Segon premi     |
| 2006 | Mother                                 | Sian Heder                           | Estats Units            | Tercer premi    |
| 2006 | A Virus                                | Ágnes Kocsis                         | Hongria                 | Tercer premi    |
| 2007 | Ahora Todos Parecen Contentos          | Gonzalo Tobal                        | Argentina               | Primer premi    |
| 2007 | Ru Dao                                 | Chen Tao                             | R.P. de la Xina         | Segon premi     |
| 2007 | A Reunion                              | Hong Sung-Hoon                       | Corea del Sud           | Tercer premi    |
| 2007 | Minus                                  | Pavle Vuckovic                       | Sèrbia                  | Tercer premi    |
| 2008 | Hymnon                                 | Elad Keidan                          | Israel                  | Primer premi    |
| 2008 | Forbach                                | Claire Burger                        | França                  | Segon premi     |
| 2008 | Stop                                   | Park Jae-Ok                          | Corea del Sud           | Tercer premi    |
| 2008 | Roadmarkers                            | Juho Kuosmanen                       | Finlàndia               | Tercer premi    |
| 2009 | Bába                                   | Zuzana Kirchnerová                   | Txèquia                 | Primer premi    |
| 2009 | Goodbye                                | Fang Song                            | R.P. de la Xina         | Segon premi     |
| 2009 | Diploma                                | Yaelle Kayam                         | Israel                  | Tercer premi    |
| 2009 | Nammae Ui Jip                          | Jo Sung-hee                          | Corea del Sud           | Tercer premi    |
| 2010 | Taukukauppiaat                         | Juho Kuosmanen                       | Finlàndia               | Primer premi    |
| 2010 | Coucou-les-Nouages                     | Vincent Cardona                      | França                  | Segon premi     |
| 2010 | Hinkerort Zorasune                     | Vatche Boulghourjian                 | Líban                   | Tercer premi    |
| 2010 | Ja Vec Jesam Sve Ono Sto Zelim da Imam | Dane Komljen                         | Sèrbia                  | Tercer premi    |
| 2011 | Der Brief                              | Doroteya Droumeva                    | Bulgària                | Primer premi    |
| 2011 | Drari                                  | Kamal Lazraq                         | Marroc                  | Segon premi     |
| 2011 | Ya-gan-bi-hang                         | Son Tae-Gyum                         | Corea del Sud           | Tercer premi    |
| 2012 | Doroga na                              | Taisia Igumentseva                   | Rússia                  | Primer premi    |
| 2012 | Abigail                                | Matthew James Reilly                 | Estats Units            | Segon premi     |
| 2012 | Los Anfitriones                        | Son Tae-Gyum                         | Cuba                    | Tercer premi    |
| 2013 | Needle                                 | Anahita Ghazvinizadeh                | Estats Units            | Primer premi    |
| 2013 | Waiting for the Thaw                   | Sarah Hirtt                          | Bèlgica                 | Segon premi     |
| 2013 | În Acvariu                             | Tudor Cristian Jurgiu                | Romania                 | Tercer premi    |
| 2013 | Pandy                                  | Matúš Vizár                          | Eslovàquia              | Tercer premi    |
| 2014 | Skunk                                  | Annie Silverstein                    | Estats Units            | Primer premi    |
| 2014 | Oh Lucy!                               | Atsuko Hirayanagi                    | Japó Singapur           | Segon premi     |
| 2014 | Sourdough                              | Fulvio Risuleo                       | Itàlia                  | Tercer premi    |
| 2014 | The Bigger Picture                     | Daisy Jacobs                         | Regne Unit              | Tercer premi    |
| 2015 | Share                                  | Pippa Bianco                         | Estats Units            | Primer premi    |
| 2015 | Lost Queens                            | Ignacio Juricic Merillán             | Xile                    | Segon premi     |
| 2015 | The Return of Erkin                    | Maria Guskova                        | Rússia                  | Tercer premi    |
| 2015 | Victor XX                              | Ian Garrido López                    | Espanya                 | Tercer premi    |

## La Residència
La Residència del Festival (francès: La Résidence: La Résidence) és un programa pels directors internacionals joves que treballen en la seva primera o segona pel·lícula. Cada any dotze participants són seleccionats i convidats a viure a París durant quatre mesos i mig mentre fan un curs dissenyat per ajudar-los en l'escriptura i producció de les seves pel·lícules, amb ajuda i suport de professionals del cinema.
Els següents 30 sessions han estat conduïdes des d'aquest programa.
| Número d'edició | Temps que foren ajudats                     | President del jurat | Participants |
| --------------- | ------------------------------------------- | ------------------- | --- |
| 1r              | 16 d'octubre de 2000 - 24 de febrer de 2001 | Olivier Assayas     | Caran Hartsfield, Marcell Ivanyi, Hanna Miettinen, Peter Sollett, Rachel Tillotson, Emily Jove                          |
| 2n              | 1 de març de 2001 - 15 de juliol de 2001    | Olivier Assayas     | Laurie Collyer, Maximiliano Lemcke Gonzalez, Iwona Siekierzynska, Ilgon Cançó, Djamshed Usmonov, Ken Yunome             |
| 3r              | 1 d'octubre de 2001 - 13 de febrer de 2002  | Pascale Ferran      | Newton Aduaka, Piotr Kielar, Lucrecia Martel, Michel Ange Quay, Aleksi Salmenperä, Nariman Turebayev                    |
| 4t              | 21 de febrer de 2002 - 30 de juny de 2002   | Costa-Gavras        | Alicia Duffy, Jens Jonsson, Emmanuel Kurewa, Sergeï Luchishin, Franco De Peña, Heng Tang                                |
| 5è              | 1 d'octubre de 2002 - 12 de febrer de 2003  | André Delvaux       | Ewa Banaszkiewicz, Edgar Bartenev, Anastas Charalampidis, Marc Hartmann, Diego Lerman, John Cama                        |
| 6è              | 27 de febrer de 2003 - 11 de juliol de 2003 | Francis Girod       | Brahim Fritah, Vimukthi Jayasundara, Santiago Loza, Cath Le Couteur, Jinoh Parc, Ulises Rosell, Dong-Il Shin            |
| 7è              | 1 d'octubre de 2003 - 11 de febrer de 2004  | Claire Denis        | Veronica Chen, Kornel Mundruczó, Stephen Ellis, Karim Ainouz, Marta Parlatore, Jacob Tschernia, Kirsi Marie Liimatainen |
| 8è              | 27 de febrer de 2004 - 10 de juliol de 2004 | Arnaud Desplechin   | Hadar Friedlich, Céline Macherel, Vladimir Perisic, Jaime Rosales, Dorothée Van Den Berghe, Wang Bing                   |
| 9è              | 1 d'octubre de 2004 - 12 de febrer de 2005  | Marion Vernoux      | Tawfik Abu Wael, Celia Galan Julve, Brendan Grant, Nadine Labaki, Josué Méndez, Slava Ross                              |
| 10è             | 28 de febrer de 2005 - 10 de juliol de 2005 | Santiago Amigorena  | Hernán Belón, Jukka-Pekka Valkeapää, Noam Kaplan, Jeffrey St. Jules, Corneliu Porumboiu, Eduardo Valente                |
| 11è             | 3 d'octubre de 2005 - 12 de febrer de 2006  | Christine Laurent   | Kim Hee-Jung, Raya Martin, Sameh Zoabi, Ben Hackworth, Santiago Palavecino, Mark Walker                                 |
| 12è             | 28 de febrer de 2006 - 10 de juliol de 2006 | Bruno Dumont        | Pablo Agüero, Amat Escalante, Caixa Hui, Abay Kulbayev, Marianela Maldonado, Lucía Puenzo                               |
| 13è             | 2 d'octubre de 2006 - 9 de febrer de 2007   | Rithy Panh          | Antonio Campos, Natacha Feola, Babak Jalali, Sebastian Lelio, Alexis Dos Santos, Fien Troch                             |
| 14è             | 1 de març de 2007 - 17 de juliol de 2007    | Laurent Cantet      | Rusudan Chkonia, Pelin Esmer, Mitra Farahani, Bronzejat Chui Mui, Nadav Lapid, Milagros Mumenthaler                     |
| 15è             | 1 d'octubre de 2007 - 15 de febrer de 2008  | Sébastien Lifshitz  | Emilie Atef, Hagar Ben Asher, Barney Elliott, Xiaolu Guo, Rubén Imaz Castro, Pia Marais                                 |
| 16è             | 3 de març de 2008 - 15 de juliol de 2008    | Gilles Jacob        | Nikias Chryssos, Rebecca Daly, Manuel Nieto Zas, Adrian Sitaru, Francisco Vargas Quevedo, Yang Heng                     |
| 17è             | 1 d'octubre de 2008 - 15 de febrer de 2009  | Gilles Jacob        | Babak Amini, Anna Faur, Aaron Fernandez, Alejandro Landes, Liew Seng Tat, Robin Weng                                    |
| 18è             | 2 de març de 2009 - 15 de juliol de 2009    | Gilles Jacob        | Andreas Bolm, Julio Hernández Cordón, Yula Gidron, Rafael Kapelinski, Esteban Larrain, Martin Turk                      |
| 19è             | 1 d'octubre de 2009 - 15 de febrer de 2010  | Gilles Jacob        | Paz Fabrega, Oliver Hermanus, Bani Khoshnoudi, Andrew Legge, Ioana Uricaru, Zhang Yue                                   |
| 20è             | 1 de març de 2010 - 15 de juliol de 2010    | Gilles Jacob        | Daniel Joseph Borgman, Michel Franco, Cristián Jiménez, Yaelle Kayam, Franco Lolli, Dominga Sotomayor                   |
| 21è             | 1 d'octubre de 2010 - 15 de febrer de 2011  | Gilles Jacob        | Chika Anadu, Fernando Guzzoni, Ronin Hsu, Rubén Mendoza, Oscar Ruiz Navia, Shahrabanoo Sadat                            |
| 22è             | 1 de març de 2011 - 15 de juliol de 2011    | Gilles Jacob        | Sivaroj Kongsakul, Julia Kozyreva, David Nawrath, Laszlo Nemes, Pramote Sangsorn, Bohdana Smyrnova                      |
| 23è             | 3 d'octubre de 2011 - 15 de febrer de 2012  | Gilles Jacob        | Marí Alessandrini, René Ballesteros, Etienne Kallos, Mariko Saga, Christopher Murray, Felipe Sholl                      |
| 24è             | 1 de març de 2012 - 15 de juliol de 2012    | Gilles Jacob        | Jairo Boisier Olave, Alireza Khatami, Juliana Rojas, Jéro Yun, Pasquale Marino, Simon Jaikiriuma Paetau                 |
| 25è             | 1 d'octubre de 2012 - 15 de febrer de 2013  | Gilles Jacob        | Kamila Andini, Laura Astorga, Aygul Bakanova, Marina Meliande, Sanjeewa Pushpakumara, Jordan Schiele                    |
| 26è             | 1 de març de 2013 - 15 de juliol de 2013    | Gilles Jacob        | Fyzal Boulifa, Mahdi Fleifel, Rungano Nyoni, Adrián Saba, William Vega, Géraldine Zosso                                 |
| 27è             | 1 d'octubre de 2013 - 15 de febrer de 2014  | Gilles Jacob        | Giacomo Abbruzzese, Natalia Almada, Panayotis Christopoulos, Susan Gordanshekan, Hicham Lasri, Ma'ayan Rypp             |
| 28è             | 3 de març de 2014 - 15 de juliol de 2014    | Gilles Jacob        | Caetano Gotardo, Gudmundur Gudmudsson, Sam Holst, Marcelo Martinessi, Marcela Saïd, Katarina Stankovic                  |
| 29è             | 1 d'octubre de 2014 - 15 de febrer de 2015  | Gilles Jacob        | Alejandro Fadel, Damian John Harper, Hannaleena Hauru, Karim Moussaoui, Ruthy Pribar, Flora Lau                         |
| 30è             | 2 de març de 2015 - 15 de juliol de 2015    | Gilles Jacob        | Khadar Ahmed, Jonas Carpignano, Una Gunjak, Serhat Karaaslan, Gábor Reisz, Ernesto Villalobos                           |
| 34è             | 1 de març de 2017 - 15 de juliol de 2017    | Gilles Jacob        | Rati Tsiteladze, João Paulo Miranda Maria, JQIU Yang, Myrsini Aristidou, Carlo Sironi, Anwar Boulifa                    |

## The Atelier
El 2005 el Festival va demanar al Cinéfondation el desenvolupament de The Atelier (francès: L'Atelier: L'Atelier) amb l'objectiu que els joves directors de cinema es relacionessin amb els professionals de la indústria. Cada any el programa ajuda uns 20 directors novells treballant per aconseguir finançament internacional, buscant els productors i distribuidors i prenent part en el dia a dia del Festival.